# 韋爾塔歇爾山

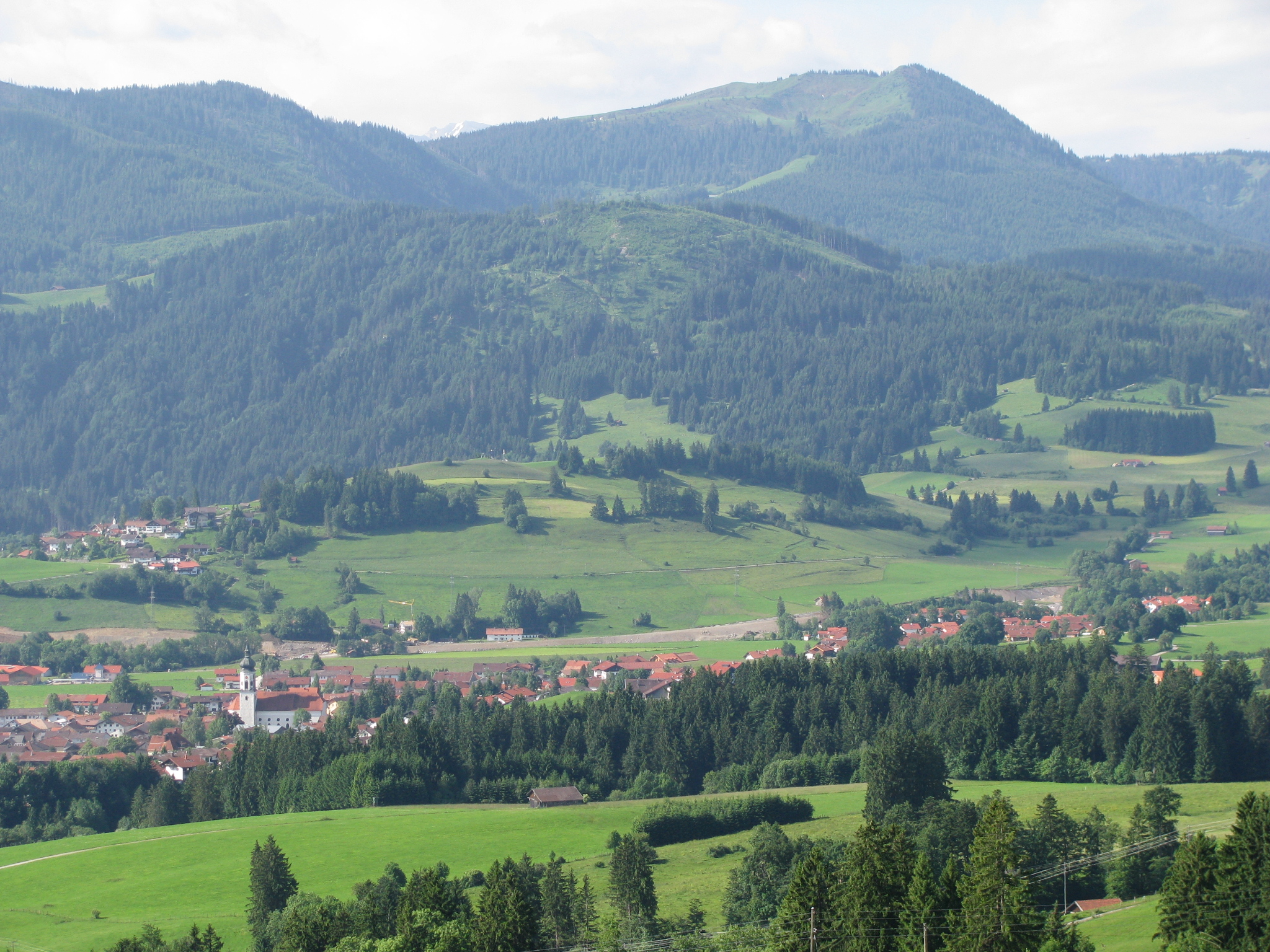

47°32′58″N 10°23′11″E / 47.54944°N 10.38639°E
韋爾塔歇爾山（德語：Wertacher Hörnle），是德國的山峰，位於該國東南部，由巴伐利亞負責管轄，屬於阿爾高阿爾卑斯山脈的一部分，海拔高度1,695米，每年平均降雨量1,730毫米。